# ادوارد زاخائو
کارل ادوارد زاخائو (به آلمانی: Eduard Sachau) (زادهٔ ۲۰ ژوئیه ۱۸۴۵ در نوی‌مونستر – مرگ ۱۹۳۰ در برلین) خاورشناس آلمانی بود.
او استاد دانشگاه‌های وین و برلین بود. در ۱۸۸۷ او رئیس سمینار زبان‌های شرقی بود. او بارها به خاور نزدیک سفر کرد.
زاخائو توجه ویژه بر زبان سریانی و دیگر گویش‌های آرامی داشت. او در زمینهٔ ابوریحان بیرونی کارشناس برجسته‌ای بود؛ در ۱۹۲۳ ترجمه آثارالباقیه به‌همراه شرح‌حال جامعی از بیرونی را در لایپزیگ منتشر ساخت. وی در ۱۹۲۵ ترجمهٔ کتاب‌الهند بیرونی را، که در آن جزئیاتی چون اعداد هندی را شرح داده، به چاپ رساند. او همچنین در زمینه تاریخ ریاضیات مقاله ای درباره مسئله شطرنج از دید جبری در نزد بیرونی نوشته است.